# Paweł Bąkiewicz
Paweł Bąkiewicz herbu Topór – subdelegat grodzki chęciński w 1760 roku.